# Midori-ku (Yokohama)
Midori-ku (緑区?) è uno dei 18 quartieri della città di Yokohama, in Giappone.